# Erik De Wispelaere
Erik De Wispelaere (Sleidinge, 7 juli 1954) is een Belgisch politicus voor CD&V en eerste schepen van Evergem.

## Levensloop
De Wispelaere volgde moderne humaniora aan het Sint-Lievenscollege. Hij vatte daarna geen hogere studies aan, maar ging werken als landbouwer. 
In 1983 werd hij voor de CVP verkozen tot gemeenteraadslid van Evergem, waar hij van 1989 tot 2000 en van 2003 tot 2006 vervolgens schepen werd. Na de gemeenteraadsverkiezingen van 2006 werd hij burgemeester van Evergem.
Hij bleef één legislatuur burgemeester, tot 2012, en werd daarna door de wisselende machtsverhoudingen opgevolgd door Joeri De Maertelaere van de N-VA. Van 2013 tot eind 2018 was hij eerste schepen van Evergem met de bevoegdheden Openbare werken, verkeer en mobiliteit en landbouw. 
De Wispelaere was bij de gemeenteraadsverkiezingen van oktober 2018 geen kandidaat meer voor de gemeenteraad. Zijn zoon Jonas De Wispelaere nam de fakkel over en werd als nieuw verkozen gemeenteraadslid begin 2019 door zijn partij geselecteerd als lid van het college van burgemeester en schepenen om vijfde schepen van de gemeente te worden met onder meer de bevoegdheid cultuur.